# Star Trek (máquina recreativa de 1979)
Star Trek es una máquina recreativa de pinball desarrollada por Bally en 1979. Fue el primer pinball basado en la franquicia de mismo título. Data East lanzó en 1991 un segundo modelo de pinball basado en Star Trek. Stern Pinball lanzó una tercera máquina de pinball con el mismo nombre en 2013.

## Descripción
Las primeras versiones del panel del marcador mostraban a la tripulación del Enterprise vestida con los uniformes de Star Trek: la serie original. Esto cambió en una fase temprana de producción, para mostrarles con el uniforme monocolor de Star Trek: la película, que fue estrenada al mismo tiempo que la máquina recreativa. El juego incluía 2 brazos (flippers) 3 rebotadores (bumpers), un pateador, 4 dianas abatibles y un pasillo de bola extra.
La mesa de pinball también ha aparecido en el vídeo musical de Rammstein «Amerika».